# Абруков, Сергей Андреевич
Сергей Андреевич Абруков (1921—2006) — советский и российский учёный-физик, доктор физико-математических наук (1965), профессор (1966). Заслуженный деятель науки РСФСР (1976).
Автор более 200 научных работ, в том числе 3 монографий и 8 изобретений.

## Биография
Родился 13 сентября 1921 года в деревне Малое Сунчелеево Аксубаевского района Татарской АССР.
В 1939 году, после окончания Мамыковской средней школы с похвальной грамотой (в то время не было золотых медалей), без вступительных экзаменов был принят на физико-математический факультет Казанского государственного университета. Со второго курса был призван в РККА в 1941 году. Служил радиотелеграфистом в составе 375-го отдельного зенитно-артиллерийского дивизиона. Сергей Андреевич был тяжело ранен в 1945 году, попал в госпиталь и получил инвалидность 3-й группы. Был демобилизован.
Вернувшись на родину, восстановился в Казанском университете, который окончил с отличием в июле 1948 года. Был оставлен для работы в родном вузе, где проработал с 1948 по 1967 год: лаборант, ассистент, старший преподаватель, доцент, профессор и заведующий кафедрой молекулярной физики. Стажировался в МГУ. В 1953 году защитил кандидатскую диссертацию на тему «Изучение структуры пламени с помощью интерференционных явлений в приборе Теплера». Работы по изучению вибрационного и пульсационного горения и так называемого «поющего пламени» легли в основу докторской диссертации, которую Сергей Андреевич защитил в январе 1965 году.
С 1967 года С. А. Абруков трудился в Чувашском государственном университете им. И. Н. Ульянова: заведующий кафедрой теплофизики, проректор по научной работе. С 1996 года был главным научным сотрудником научно-исследовательской части, организатором и руководителем первой в Чувашии проблемной научно-исследовательской лаборатории «Физика неустойчивого горения». Под его руководством были подготовлены 3 докторских и 25 кандидатских диссертаций.
Наряду с научно-педагогической, занимался общественной деятельностью: во время работы в Казанском и Чувашском университетах был членом факультетских и университетских профсоюзных и партийных органов, депутатом городского Совета народных депутатов городов Казани и Чебоксар, членом Чебоксарского горкома КПСС, председателем Чебоксарского городского отделения общества «Знание».
Умер 1 мая 2006 года в Чебоксарах.

## Семья
Отец В. С. Абрукова — также ставшего учёным.

## Награды
- Заслуженный деятель науки Чувашской АССР (1970),
- Заслуженный деятель науки РСФСР (1976).
- Ордени Отечественной войны II степени (1985, юбилейный)
- Орден «Знак Почета»,
- медалями.